# Roberto Gaggioli
Roberto Gaggioli (né le 10 septembre 1962 à Vinci, dans la province de Florence, en Toscane) est un coureur cycliste italien. 

## Biographie
Professionnel entre 1984 et 2005, Roberto Gaggioli effectue l'essentiel de sa carrière aux États-Unis. Il y remporte le Philadelphia International Championship, cadre du championnat des États-Unis de cyclisme sur route, et l'International Cycling Classic en 1990 et 1992. 
Son père Luciano Gaggioli est coureur professionnel de 1960 à 1963. Il épouse Lynn Brotzman, également coureuse professionnelle durant les années 2000.

## Palmarès
- 1982
  - Coppa Lanciotto Ballerini
  - Florence-Viareggio
- 1983
  - Grand Prix de la ville d'Empoli
- 1984
  - Gran Premio Levane
- 1986
  - Coppa Bernocchi
- 1987
  - 2e, 6e et 11e étapes du Tour de Mendoza
  - Fitchburg Longsjo Classic
  - 8eb étape de la Coors Classic
  - GP Appleton
  - 2e de la Flèche côtière
- 1988
  - Coors Light Intern :
    - Classement général
    - 5e étape

  - 3e étape du Tour du Trentin
  - Philadelphia International Championship
  - Tour de Somerville
  - 1re et 3e étapes du Cyclkebration Cincinnati
  - 3e du Cyclkebration Cincinnati
- 1989
  - Bud Light Omnium :
    - Classement général
    - 2e et 10e étapes

  - 4e étape du Coors Light Intern
  - 2e du Tour des Amériques
- 1990
  - International Cycling Classic
- 1991
  - 2e étape de la Cascade Classic
  - 6e étape du Tour de Nouvelle-Zélande
- 1992
  - International Cycling Classic
  - 4e et 5e étapes du Tour du Michigan
  - 3e et 12e étapes du Tour de Colombie
  - Carolina State Bank Criterium
  - 3e du Tour du Michigan
- 1993
  - 1re étape de la Semaine cycliste bergamasque
  - Gastown Grand Prix
  - New Jersey National Bank Classic
  - 2e étape de la Fitchburg Longsjo Classic
  - 1re, 11e et 15e étapes de la Fresca Classic
  - New Jersey Classic
  - 3e, 6e et 8e étapes du Tour du Michigan
  - Mazda Tour :
    - Classement général
    - 1re étape

  - 2e du Tour du Michigan
  - 3e de la Fresca Classic
  - 3e du First Union Invitational
- 1994
  - Cat's Hill Classic
  - 4e étape de la Redlands Bicycle Classic
  - Carolina State Bank Criterium
- 1995
  - Valley of the Sun Stage Race :
    - Classement général
    - 3e étape

  - 3e étape de la Stage Race Norman
  - First Union Grand Prix
  - 1re et 6e étapes de l'International Cycling Classic
  - 5e étape du Tour de Toona
  - Grand Prix d'Atlanta
  - 1re et 6e étapes de la Fresca Classic
  - 1re étape de la McLane Pacific Classic
  - 1re et 10e étapes du Herald Sun Tour
  - 2e de la Fresca Classic
- 1996
  - 13e étape de la Fresca Classic
  - 1re étape de la Georgian Bay State Race
  - Tour de l'Ohio :
    - Classement général
    - 6e, 9e et 13e étapes

  - 6e étape du Tour of Willamette
  - 2e étape de la McLane Pacific Classic
  - Yuma North End Classic
  - 1rea étape du Herald Sun Tour
  - 2e du Philadelphia International Championship
- 1997
  - 16e étape de la Fresca Classic
  - 6e, 8e et 11e étapes du Tour de l'Ohio
  - 3e du Tour de l'Ohio
- 1998
  - 3e étape du Tour de Langkawi
  - Athens Twilight Criterium
  - 12e étape du Tour de l'Ohio
  - 2e du Tour de l'Ohio
- 1999
  - 2e étape du Hotter'N Hell Hundred
- 2000
  - 3e et 4e étapes de la Madera County Stage Race
  - 3e du Tour de Somerville
- 2001
  - 3e étape du Tour de Croatie

## Résultats sur les grands tours

### Tour d'Italie
- 1986 : 127e